# Charrua Rugby Clube
Le Charrua Rugby Clube, basé à Charrua, est le premier club de rugby à XV de la ville de Porto Alegre, dans l'état du Rio Grande do Sul, au Brésil. Aujourd'hui, il est le plus grand club du Rio Grande do Sul et comprend des écoles de rugby, minimes et cadets, juniors, seniors hommes et femmes.

## Histoire
À la mi-2000 un groupe d'amis dirigé par Nilson Taminato, un ex-joueur du Rio Branco, et Mauro Croitor se réunissent pour jouer au rugby. Le 2 juin 2001 est officiellement fondé le Charrua Rugby Clube. Son premier match l'oppose au Desterro Rugby Clube. Son premier essai est réalisé par Edson Taminato, le frère de Nilson. Aujourd'hui plus de cent joueurs sont licenciés au club. 
Le club est affilié à l'association brésilienne de rugby, ou ABR (Associação Brasileira de Rugby). Préoccupé par ses responsabilités sociales à Charrua, depuis sa fondation, le club s'engage dans des actions telles que des campagnes de solidarité ou la diffusion des valeurs du sport dans les écoles et les universités.
Não Tá Morto Quem Peleia(ou NTMQP, en abrégé) est le slogan du club. Il est crié à la fin de chaque entraînement et au début et à la fin de chaque match. Il signifie 'Celui qui se bat n'est pas vaincu' en utilisant des termes locaux et informels.

## Principaux palmarès
Seniors hommes :
- Championnat dans le sud du Brésil (Liga Sul de Rugby) 1 fois (2007)
- Championnat Régional de l'État du RIo Grande do Sul 2 fois (2006, 2007)

Seniors femmes :
- Championnat dans le sud du Brésil (Liga Sul de Rugby) 2 fois (2007, 2008)